# Partia Socjalistów Republiki Mołdawii
Partia Socjalistów Republiki Mołdawii (rum. Partidul Socialiștilor din Republica Moldova) – socjalistyczna partia polityczna w Mołdawii. W latach 2005–2011 była znana jako Partia Socjalistów Mołdawii „Ojczyzna” (Partidul Socialiștilor din Moldova „Patria-Rodina”, PSMPR). Partia jest w dużej mierze następczynią Partii Komunistów Republiki Mołdawii (PCRM). W 2021 roku utworzyła Blok Wyborczy Komunistów i Socjalistów wraz z Partią Komunistów Republiki Mołdawii w celu wspólnego udziału w mołdawskich wyborach parlamentarnych w tym samym roku. Ze względu na promocję mołdawskiej tożsamości narodowej partia została nazwana przez media w Rumunii jako antyrumuńska.

## Historia
PSRM została założona w 1997 roku przez byłych członków Socjalistycznej Partii Mołdawii. Kongres Założycielski odbył się 29 czerwca 1997 roku w Kiszyniowie. Veronica Abramciuc i Eduard Smirnov zostali wybrani na współprzewodniczących nowej partii. W wyborach w 1998 roku partia uzyskała 0,59% głosów, nie wprowadzając do parlamentu żadnego przedstawiciela.
W wyborach w 2001 roku partia utworzyła blok wyborczy „Jedność”, wraz z Republikańską Partią Mołdawii. Uzyskali oni 0,46% głosów i nie wprowadzili żadnego przedstawiciela do parlamentu. W wyborach 2006 roku partia utworzyła blok wyborczy „Ojczyzna” wraz z Socjalistyczną Partią Mołdawii. Blok ten uzyskał 4,9%, ale znów nie wprowadzili oni do parlamentu swoich przedstawicieli.
W wyborach parlamentarnych w 2009 roku PSRM startowała z list Partii Komunistów Republiki Mołdawii, co dało jej 3 miejsca w tamtejszym parlamencie w tym jedno dla przewodniczącej partii Veronicy Abramciuc.
W 2011 roku były członek PKRM Igor Dodon, wstąpił do partii i 18 grudnia 2011 roku został wybrany nowym przewodniczącym. Następnie w parlamencie została powołana Grupa Socjalistyczna, która obejmowała Dodona, Veronice Abramciuc i Zinaidę Greceanîi.
Partia wygrała wybory powszechne w 2014 roku, zdobywając ponad 20% głosów. Pozostała jednak w opozycji, gdyż dwóm proeuropejskim partiom centroprawicowym udało się stworzyć mniejszościowy gabinet, który wspierała Partia Komunistów Republiki Mołdawii.
W wyborach prezydenckich w 2016 roku lider partii Igor Dodon został wybrany na nowego prezydenta Mołdawii. Po wyborach Dodon ustąpił ze stanowiska przewodniczącego partii i zastąpiła go Zinaida Greceanîi. Następne wybory prezydenckie w 2020 Igor Dodon przegrał z kandydatką Partii Akcji i Solidarności Maią Sandu. Po przegranej Dodon powrócił na stanowisko przewodniczącego partii.

## Poglądy
Partia ma antynatowskie, antyunijne i prorosyjskie poglądy. Członkowie partii często z utęsknieniem wspominają Związek Socjalistycznych Republik Radzieckich. Osoby związane z PSRM nalegają także, by nazywać ich język jako mołdawski. Popierają także suwerenność Mołdawii prezentując swoje poglądy jako antyrumuńskie.
Partia zdecydowanie sprzeciwia się nadaniu praw osobom LGBT w Mołdawii. Pomimo iż oficjalnie jest to partia lewicowa, współpracuje z ruchami nacjonalistycznymi, prawicowymi i religijnymi, aby przeciwdziałać „promowaniu tolerancji dla osób LGBT rozprzestrzenianego z pomocą USA w Mołdawii”.
W 2012 roku partia przedstawiła pomysł federalizacji kraju mający zapobiec dalszym konfliktom z Naddniestrzem, który został jednak odrzucony przez centroprawicowy rząd.

## Przewodniczący
- Eduard Smirnov i Veronica Abramciuc (współprzewodniczący, 1997–2005)

- Veronica Abramciuc (2005–2011)

- Igor Dodon (2011–2016)

- Zinaida Greceanîi (2016–2020)

- Igor Dodon (od 2020)

## Poparcie w wyborach
Partia Socjalistów Republiki Mołdawii startowała w wyborach parlamentarnych w 1998 i 2001 bez powodzenia. W wyborach parlamentarnych w 2005 roku startowała w ramach Bloku Wyborczego Ojczyzna i otrzymała 4,97% głosów, co nie wystarczyło do wejścia do parlamentu, gdyż nie przekroczyła progu wyborczego wynoszącego 6%. W wyborach parlamentarnych w 2009 roku poparła Partię Komunistów Republiki Mołdawii (PCRM), a ich przedstawiciele znaleźli się na liście wyborczej PCRM.

### Wybory parlamentarne
| Wybory        | Parlament Republiki Mołdawii | Parlament Republiki Mołdawii | Parlament Republiki Mołdawii | Parlament Republiki Mołdawii | Parlament Republiki Mołdawii | Rząd                       |
| Wybory        | Głosy                        | Głosy                        | Głosy                        | Mandaty                      | Mandaty                      | Rząd                       |
| Wybory        | Liczba                       | %                            | +/−                          | Liczba                       | +/−                          | Rząd                       |
| ------------- | ---------------------------- | ---------------------------- | ---------------------------- | ---------------------------- | ---------------------------- | -------------------------- |
| 1998          | 9541                         | 0,59 (12.)                   | –                            | 0/101                        | –                            | Opozycja pozaparlamentarna |
| 2001          | 7 2777                       | 0,46 (15.)                   | 0,13                         | 0/101                        | –                            | Opozycja pozaparlamentarna |
| 2005          | 77 490                       | 4,97 (4.)                    | 4,53                         | 0/101                        | –                            | Opozycja pozaparlamentarna |
| 2009 kwiecień | Partia nie startowała        | Partia nie startowała        | Partia nie startowała        | Partia nie startowała        | Partia nie startowała        | Opozycja pozaparlamentarna |
| 2009 czerwiec | Partia nie startowała        | Partia nie startowała        | Partia nie startowała        | Partia nie startowała        | Partia nie startowała        | Opozycja pozaparlamentarna |
| 2010          | Partia nie startowała        | Partia nie startowała        | Partia nie startowała        | Partia nie startowała        | Partia nie startowała        | Opozycja                   |
| 2014          | 327 912                      | 20,51 (1.)                   | 20,51                        | 25/101                       | 21                           | Opozycja                   |
| 2019          | 441 191                      | 31,15 (1.)                   | 10,64                        | 35/101                       | 10                           | Koalicja rządowa           |
| 2021          | 398 678                      | 27,17 (2.) (BECS)            | 3,98                         | 22/101                       | 13                           | Opozycja                   |

### Wybory prezydenckie
| Wybory    | Kandydat         | I tura           | I tura           | II tura          | II tura          | Uwagi                  |
| Wybory    | Kandydat         | Głosów           | %                | Głosów           | %                | Uwagi                  |
| --------- | ---------------- | ---------------- | ---------------- | ---------------- | ---------------- | ---------------------- |
| 2001      | Poza parlamentem | Poza parlamentem | Poza parlamentem | Poza parlamentem | Poza parlamentem | Przegrana              |
| 2005      | Poza parlamentem | Poza parlamentem | Poza parlamentem | Poza parlamentem | Poza parlamentem | Przegrana              |
| 2009      | Poza parlamentem | Poza parlamentem | Poza parlamentem | Poza parlamentem | Poza parlamentem | Brak zwycięzcy         |
| 2009      | Poza parlamentem | Poza parlamentem | Poza parlamentem | Poza parlamentem | Poza parlamentem | Brak zwycięzcy         |
| 2011-2012 | Nicolae Timofti  | 62               | 61,39            | Brak             | Brak             | Wygrana                |
| 2016      | Igor Dodon       | 680 550          | 47,98 (1.)       | 834 081          | 52,11 (1.)       | Wygrana z Maią Sandu   |
| 2020      | Igor Dodon       | 439 866          | 32,61 (2.)       | 690 614          | 42,28 (2.)       | Przegrana z Maią Sandu |